# Palacio de Benicarló
El palacio de Benicarló (oficialmente y en valenciano, Palau de Benicarló), también conocido como palacio de los Borja, es una mansión aristocrática de estilo gótico valenciano y renacentista ubicado en la plaza de San Lorenzo, en la ciudad de Valencia, España. Actualmente es la sede de las Cortes Valencianas.
El palacio fue construido en el siglo XV para residencia de la familia Borja en la capital del antiguo reino de Valencia. Está catalogado como bien de relevancia local con identificador número 46.15.250-132.

## Historia del palacio
El palacio fue propiedad de distintas e importantes familias a lo largo de su historia, primero perteneció a la casa de Borja desde 1485, fue abandonado a mediados del siglo XVIII por los duques de Gandía, quedando en estado ruinoso. Después perteneció a la casa de Benavente y, finalmente, a la casa de Osuna, hasta mediados del siglo XIX, momento en que se vendió el palacio a la familia Pujals, que lo adquirió para establecer una fábrica de seda. 
A finales del siglo XIX, y finalizada la actividad industrial, el palacio pasó a manos de la heredera de la familia Pujals, Emilia Fontanals y Pujals, que se casó con el ingeniero civil Juan Pérez Sanmillán y Miquel. Fueron ellos quienes pusieron el máximo interés en recuperar el antiguo esplendor del edificio, y dedicaron una auténtica fortuna en hacer del desvencijado edificio un palacio digno de la nobleza. Nobleza que consiguieron cuando, en 1905, el rey Alfonso XIII otorgó a don Juan Pérez Sanmillán el título de marqués de Benicarló, por la relación familiar que tenía el mentado personaje con esta población castellonense, vía materna, al ser los Miquel una familia principal de esta población. Hasta mediados los años treinta del siglo XX, el ya conocido como palacio de los marqueses de Benicarló, o más abreviadamente palacio de Benicarló, pasó a ser uno de los principales y más activos centros de la vida social de la capital valenciana. Durante la guerra civil española fue sede de la presidencia de la Segunda República española instalada en Valencia. Actualmente es la sede de las Cortes Valencianas.

## Construcción y descripción del palacio

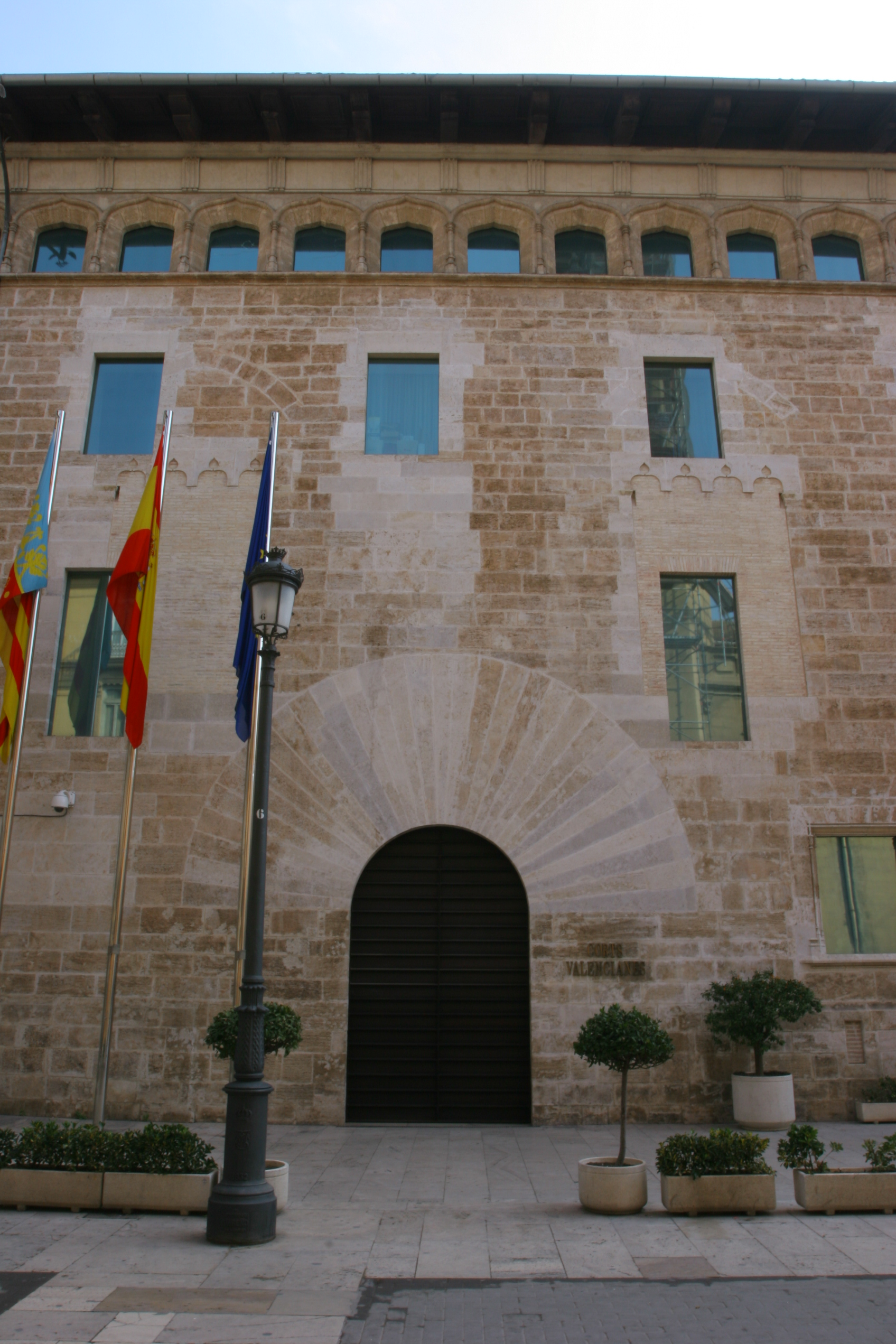
Entrada principal al palacio.

El palacio, mandado construir por los duques de Gandía en la capital del entonces reino de Valencia, constituyó durante siglos la expresión de su preeminencia entre la nobleza local.
El inicio de una construcción con pretensiones coincidió prácticamente con la concesión del ducado y, sin duda, fue voluntariamente perseguido un marcado carácter representativo. Este criterio explica su ubicación urbana y sus espectaculares dimensiones, hoy principalmente observables en su fachada y en la insinuación que en ésta tuvieron las estancias de su planta noble. Y se mantuvo a lo largo del tiempo, aunque tempranamente languideciendo tras la muerte de los dos primeros duques. Este ocaso se aceleró cuando los poseedores del título abandonaron tierras valencianas o éste recayó en manos de otros que nunca las pisaron.
La responsabilidad de la construcción del palacio de los Borja en Valencia, fue, al igual que su posesión, distinta y dominante a lo largo de su historia. En su encargo adquieren especial relevancia los primeros duques de Gandía y el cardenal Rodrigo de Borja, después papa Alejandro VI. Por lo que respecta a la ejecución de la obra, se trata con especial atención la figura de los prestigiosos maestros de obras de la ciudad: Francesc Martínez, alias Biulaygua, y Pere Compte. Además de los datos que vinculan a estos artífices con el palacio se hace una exposición diacrónica de sus aportaciones a través del análisis bibliográfico, al que añadimos otros importantes datos documentales inéditos, como la participación de Compte en el convento del Corpus Christi de Luchente, en el puente del Pajazo (Requena)...
En la ubicación del palacio y su inserción urbana tenemos que, por un lado, se identifican los inmuebles adquiridos sobre los que se edificó un nuevo edificio para, de este modo, inferir en aspectos como los deseos de economía en la obra o en el nivel de autonomía o dependencia de lo construido respecto a lo ya encontrado y aprovechado en parte. Por otro lado, se ahonda en las razones de representatividad que llevaron a los Borja a elegir la plaza de San Lorenzo de la ciudad de Valencia como lugar donde asentar uno de sus palacios. Por último, encontramos su relación con el entorno: el más inmediato, formado por las calles circundantes y jardines particulares, y otro más lejano, que es el que alcanza la vista, con el perfil de la ciudad y la huerta extramuros como horizonte.
Por lo que respecta al proceso constructivo del edificio, en su época de mayor actividad, de 1485 a 1520, cuando se adaptan edificios preexistentes y se elevan otros, se construye la escalera de piedra del patio por Pere Compte (autor de obras importantísimas en la ciudad de Valencia como la Lonja de los Mercaderes), se realizan importantes trabajos en los estudios, labores de cantería en ventanas y otros elementos relevantes… En estos trabajos, además de los maestros citados, se nombran numerosos artífices: los albañiles Juan Agras, Francisco Agras, Joan Vilar...; los carpinteros Antoni Munyos, Luis Amorós, Antonio Pérez, Antonio Celma, Joan Perales, Melcior Serra, Guillem Gilabert...; los pintores Joan Guillem, Joan Girbes, Martí Girbes, Luis Forment...; los canteros Pere Català, Diego de la Roa, García de Vargues - García de Vargas, que hemos identificado con García de Toledo y cuyo verdadero nombre era Danaequo, Joan Bribesques (también nombrado como Unnesques, Urcnesques, Viciesques, Brebesques, Biruesta, Bribesca, Virnescas o Virnesques), Pere Alcanyis, Joan Corbera...
En su construcción, aunque no se presentan antecedentes directos, sí es cierto que la influencia de esta familia en la arquitectura derivó en la creación de tipos, modelos y soluciones tomados que fueron practicados con anterioridad en una serie de casas señoriales y fundaciones religiosas de los Borja, que por su cronología o tipología sirven para entender soluciones del palacio valenciano. Así se presentan las casas señoriales de Torre de Canals y Játiva, el palacio ducal de Gandía, el condal de Oliva, y otras casas de Valencia, con especial atención a la de la calle Caballeros, que fue propiedad hasta el siglo XVI de los Centelles.
El cuidado de la obra y sus transformaciones dirigidas a una mayor habitabilidad estuvo delegado en los más destacados arquitectos y artistas activos en la capital. En definitiva, su análisis permite entender su devenir entre unas aspiraciones grandilocuentes y un olvido inicuo, hasta su definitiva recuperación y puesta en valor, a finales del siglo XIX y principios del XX, a cargo exclusivo del patrimonio familiar de los Marqueses de Benicarló.